# Layzie Bone
Layzie Bone (настоящее имя — Стивен Хауз) — американский рэпер, участник группы Bone Thugs-N-Harmony. Он родился 23 сентября 1974 года в Кливленде, штат Огайо, и начал свою карьеру в 1991 году.
Он является американским рэпером и участником группы Bone Thugs-N-Harmony. Группа была основана в 1991 году и стала известной благодаря своему уникальному стилю и текстам песен, которые затрагивали темы криминала, наркотиков и жизни в гетто.
Layzie Bone начал свою карьеру в группе вместе с другими участниками, такими как Krayzie Bone, Biz Markie и Wish Bone. Они выпустили несколько успешных альбомов, включая The Art of War, Efil4zaggin и The Collection.
В 1999 году Layzie Bone был арестован за хранение оружия и наркотиков и провёл некоторое время в тюрьме. После освобождения он продолжил свою музыкальную карьеру и сотрудничал с другими артистами, такими как Snoop Dogg, Dr. Dre и Eminem.
В настоящее время Layzie Bone продолжает заниматься музыкой и активно участвует в жизни своей группы Bone Thugs-N-Harmony.